# Kenshūi Tendō Dokuta
 (mars 2019).
Si vous disposez d'ouvrages ou d'articles de référence ou si vous connaissez des sites web de qualité traitant du thème abordé ici, merci de compléter l'article en donnant les références utiles à sa vérifiabilité et en les liant à la section « Notes et références ».
Kenshūi Tendō Dokuta (研修医 天堂独太) est une simulation de médecine sur Nintendo DS, sortie au Japon en décembre 2004, soit au lancement de la console.
Il a pour suite LifeSigns: Surgical Unit (Kenshūi Tendō Dokuta 2: Inochi no Tenbin).

## Système de jeu
Le joueur incarne le jeune Tendo Dokuta, médecin interne à l'université médicale de Seimei. Il doit recevoir ses patients, trouver leurs problèmes et les opérer. Durant les phases d'opérations, il est assisté par ses collègues, qui lui indiqueront l'endroit où il faut couper, et lui fourniront les outils nécessaires au bon déroulement de la chirurgie. La possibilité de choisir les zones de l'hôpital où l'on veut se déplacer est aussi présente. Il faut parler avec les différents personnages pour avoir des renseignements sur les patients et collègues.